# Vasili Koeznetsov
Vasili Koeznetsov (Russisch: Василий Васильевич Кузнецов; Sofilovka, 13 februari 1901 – Moskou, 5 juni 1990) was een Russisch politicus van de Communistische Partij van de Sovjet-Unie. Hij was driemaal waarnemend Voorzitter van het Presidium van de Opperste Sovjet van de USSR.

## Biografie
Koeznetsov werd geboren in Sofilovka in de Oblast Kostroma. Hij werd in mei 1927 lid van de Communistische Partij. Tussen 1931 en 1933 studeerde hij metaaltechnieken in de Verenigde Staten.
Koeznetsov had vanaf 1940 verschillende functies binnen zijn partij. Van 12 maart 1946 tot 12 maart 1950 was hij voorzitter van de Raad van de Nationaliteiten. Hij was tevens de eerste Russische viceminister van buitenlandse zaken. Van 7 oktober 1977 tot 18 juni 1986 was hij vicevoorzitter van het Presidium van de Opperste Sovjet van de USSR. In die periode moest hij driemaal als waarnemend Voorzitter van het Presidium van de Opperste Sovjet van de USSR optreden; van 10 november 1982 tot 16 juni 1983, van 9 februari 1984 tot 11 april 1984, en van 10 maart 1985 tot 27 juli 1985.
In 1986 ging Koeznetsov met pensioen. Hij stierf in 1990 in Moskou.